# Гняздовиці
Гняздовиці (пол. Gniazdowice) — село в Польщі, у гміні Прошовиці Прошовицького повіту Малопольського воєводства.
Населення — 342 особи (2011).
У 1975-1998 роках село належало до Краківського воєводства.

## Демографія
Демографічна структура станом на 31 березня 2011 року:
|          | Загалом | Допрацездатний вік | Працездатний вік | Постпрацездатний вік |
| -------- | ------- | ------------------ | ---------------- | -------------------- |
| Чоловіки | 166     | 25                 | 119              | 22                   |
| Жінки    | 176     | 39                 | 101              | 36                   |
| Разом    | 342     | 64                 | 220              | 58                   |